# Frank Interlandi
Pour les articles homonymes, voir Interlandi.
Frank Interlandi, né en 1924 à Chicago, Illinois, et mort le 24 février 2010, est un dessinateur de presse pour The Des Moines Register et le Los Angeles Times. 

## Biographie

### Carrière
Interlandi se décrit lui-même comme "sicilien." Il a vécu à Laguna Beach en Californie, durant près de 60 ans. Son frère jumeau, Phil Interlandi, est également cartoonist pour Playboy et d'autres publications,.
Alors au Register, il remporte le prix du meilleur dessin de presse décerné en 1961 par Sigma Delta Chi (en), l'association de journalisme professionnel. Un an après, il rejoint le Times, où il reste jusqu'en 1981. Son personnage récurrent dans de nombreux dessins est une "vieille petite femme en colère portant des chaussures de tennis."

### Seconde Guerre mondiale
Les frères rejoignent l'U.S. Army en 1941 et Frank sert comme infirmier lors de la bataille des Ardennes.
Il sort diplômé en beaux-arts de l'Université de l'Iowa dans les années 1950. Il a également étudié la philosophie et la religion. C'est à l'université qu'il rencontre son épouse, Mitzi. Ils se marient en 1955 et divorcent en 1997.
Frank et Phil Interlandi apparaissent ensemble l'épisode du 24 octobre 1957 de "You Bet Your Life", invités par Groucho Marx. Les frères remportent 2 000 $.

### Beaux-arts
Frank Interlandi est également peintre impressionniste abstrait. Ses œuvres ont été exposées lors du Festival of Arts pendant quatre décennies, aussi bien dans des galeries de Los Angeles et de Laguna.